# 1850 год в науке
В 1850 году были различные научные и технологические события, некоторые из которых представлены ниже.

## События
- 25 мая в Лондонский зоопарк из Каира был доставлен бегемот Обайш, ставший первым, привезённым в Европу со времён Плиния Старшего.

## Публикации
- Рудольф Клаузиус опубликовал статью по механической теории тепла, в которой впервые сформулированы основные идеи второго начала термодинамики[1].
- Математик-любитель сэр Джонатан Фредерик Поллок высказал несколько гипотез, касающихся фигурных чисел[2]. Бо́льшая их часть до сих пор не доказана и не опровергнута[3].

## Родились
- 15 января — Софья Ковалевская, русский математик и механик.
- 3 марта — Вильгельм Новак, богослов, профессор экзегетики и еврейского языка в Страсбургском университете[4].
- 18 марта – Олефин Му, норвежская оперная певица, актриса театра, театральный режиссёр, театральный деятель.
- 26 августа — Шарль Рише, французский физиолог, пионер во многих областях исследований, таких как нейрохимия, пищеварение, терморегуляция у гомойотермных животных и дыхание. Лауреат Нобелевской премии по физиологии и медицине в 1913 году.
- 31 августа — Александр Никифорович Шимановский, российский и белорусский этнограф и фольклорист; пушкинист.

## Скончались
- 12 февраля — Ефрем Осипович Мухин, выдающийся русский врач, доктор медицины.
- 27 марта — Вильгельм Бер, немецкий астроном составивший первую карту Луны.
- 9 апреля — Уильям Праут, английский химик, врач и религиозный философ.